# Franz Kinderling
Friedrich Wilhelm Franz Kinderling (* 22. April 1820 in Zossen; † 13. Juni 1895 in Treuenbrietzen) war ein deutscher Vizeadmiral.

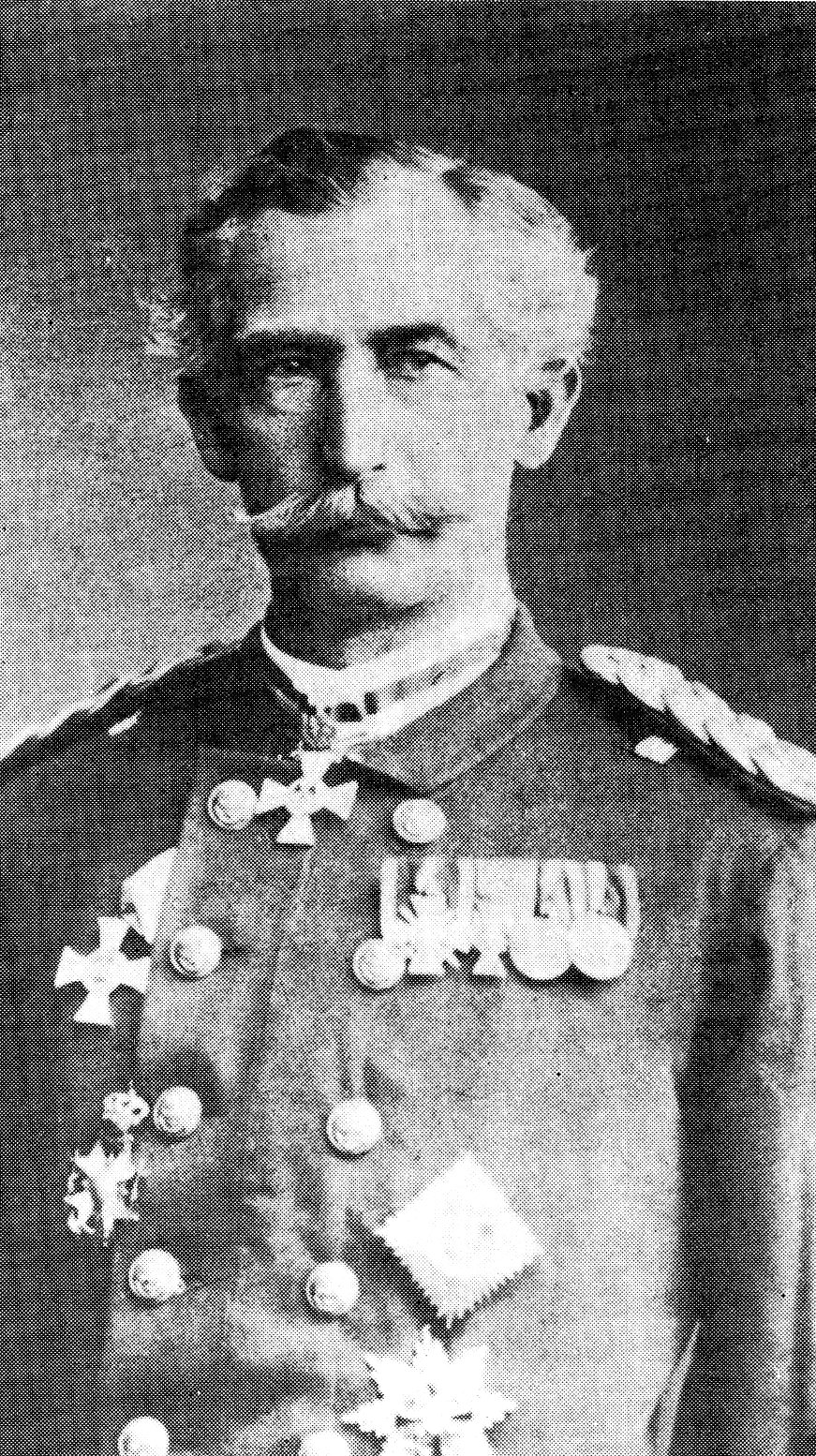
Franz Kinderling (1820–1895). Preußischer bzw. deutscher Marineoffizier.

## Leben
Kinderling trat erst mit 29 Jahren als Obersteuermann der Handelsmarine 1849 in die Reichsflotte ein. 1850 war er in der Rangliste dieser Flotte von 18 Fähnrichen der Zweitälteste. Von den 100 Offizieren, Kadetten, Ingenieuren und Ärzten der Liste gehörte er zur Gruppe der 25 Teilnehmer des Seegefechts von Helgoland am 4. Juni 1849.
Nach der Auflösung der Reichsflotte 1852 trat er in die Preußische Marine über. Ende 1858 wurde er als Leutnant I.Klasse zur Weiterbildung auf das englische Linienschiff HMS Marlborough im Mittelmeer kommandiert, aber schon im Mai 1859 aufgrund der durch den sardinisch-französischen Krieg gegen Österreich angespannten politischen Lage zurückgerufen. Damit gehörte Kinderling zu einer Gruppe von 32 Offizieren der preußischen Marine, die zwischen 1848 und 1865 eine zumindest zeitweilige Ausbildung bei der Royal Navy erhielten.
Anschließend zu dieser Verwendung wurde Kinderling auf die Fregatte Thetis kommandiert, wo er als Erster Offizier unter dem Kommandanten Kapitän Eduard von Jachmann an der Ostasienexpedition 1859/62 teilnahm. Vom 1. Juni 1859 bis Oktober 1859 war er Kommandant der Amazone. 1863 war er als Leutnant zur See I. Klasse Kommandant der Grille.
Mit dem Ausbruch des Deutsch-Dänischen Krieges 1864 wurde Kinderling Kommandant des Dampfkanonenboots Camaeleon, das am 11. Februar 1864 aktiviert wurde. Im April gab Kinderling das Kommando wieder ab und die Camaeleon wurde der neu aufgestellten Reserve-Division zugeteilt. Von April bis August 1867 kommandierte Kinderling, der inzwischen zum Korvettenkapitän befördert worden war, die Korvette Nymphe bei Übungsfahrten in der Ostsee. Später im Jahr 1867 erfolgte dann die Kommandierung für eine weitere große Auslandsreise. Kinderling übernahm die Korvette Augusta, mit der er am 27. August 1867 für den Aufenthalt auf der Westindischen Station im Winter 1867/68 in Dienst stellte. Nach der Ankunft dort, war der Schutz deutscher Bewohner und von Vertretungen der Hansestädte während der verschiedenen Revolutionen und Bürgerkriegen in den Westindischen Staaten Kinderlings Hauptaufgabe. Daneben erkundete er im Auftrag der Marine (durch Prinz Adalbert) die wenig bekannte Bay Limón an der Karibikküste Costa Ricas als potenziellen Ort für einen preußischen Marinestützpunkt. Er verhandelte dazu ebenfalls mit dem Präsidenten Costa Ricas, Castro und der Regierung Costa Ricas – die Verhandlungen verliefen jedoch unverbindlich. Am 30. Mai 1868 erreichte Kinderling der Rückrufbefehl und er kehrte daher nach Europa zurück und lief am 20. Juli 1868 in Kiel ein.
Kaum zurückgekehrt, übernahm Kinderling Victoria und wurde erneut nach Westindien entsendet, wo er sich bis 1869 erneut als Stationär aufhielt und zwischen den Krisenherden Haiti, Mexiko und Kuba pendelte. Nach seiner Rückkehr wurde Kinderling Oberwerftdirektor der königlich-preußischen Marinewerft in Danzig. In dieser Funktion führte Kinderling, der inzwischen zum Kapitän zur See befördert worden war, mit der neuen Korvette Ariadne bis Dezember 1872 Probefahrten durch.
Vom 19. Mai bis zum Oktober 1875 kommandierte Kinderling dann die gerade von der Samuda Brothers Werft in England übernommene Panzerfregatte Kaiser bei Einfahrübungen. Im Jahr 1877 war Kinderling im Mittelmeer eingesetzt, wo er die seit Sommer aufgrund des Russisch-Osmanischen Krieges dort verbliebenen deutschen Kriegsschiffe kommandierte. Das Geschwader umfasste zu diesem Zeitpunkt die Hertha, die Gazelle, die Albatross, die Comet und die Pommerania. Am 12. Dezember 1877 stieß auch noch die Freya dazu. Kinderling behielt das Kommando, bis das Geschwader aus dem Mittelmeer abgezogen und im Juli 1878 aufgelöst wurde.
Am 18. April 1878 wurde Kinderling zum Konteradmiral befördert und fungierte vom 6. Juli bis zum 18. November 1878 in Vertretung als Chef der Marinestation der Ostsee. Anschließend ernannte man ihn zum Chef der Marinestation in Kiel und er war zugleich auch vom 22. Mai bis zum 15. September 1879 als Chef des Übungsgeschwaders tätig. Sein Flaggschiff war in dieser Zeit die Panzerfregatte Friedrich Carl. Am 6. Januar 1881 wurde er zur Disposition gestellt.
Nach seiner Verabschiedung erhielt er am 23. August 1883 noch den Charakter als Vizeadmiral.

## Familie
Kinderling heiratete am 26. Februar 1857 Helene Claassen (1833–1904). Aus der Ehe gingen drei Kinder hervor:
- Die älteste Tochter Emma Friederike Viktoria Edith Kinderling (1858–1934) heiratete am 7. Februar 1879 den späteren Admiral und Chef des Admiralstabs der Kaiserlichen Marine Friedrich Graf von Baudissin (1852–1921).
- Die zweite Tochter Anna Kinderling (1863–1920) heiratete Eugen Louis Hermann von der Marwitz (1853–1916).[10] Aus der Ehe ging der älteste Sohn Ralf von der Marwitz (1888–1966) hervor, der spätere Vizeadmiral der Kriegsmarine und Marineattaché.
- Der Sohn Hugo Kinderling (1860–1943) wurde ebenfalls Marineoffizier und Vizeadmiral.